# Zürcher Handball-Turnier 1930
Das Zürcher Handball-Turnier 1931 war die zweite Austragung des Zürcher Handball-Turniers, die von der Handball-Sektion des FC Blue Stars Zürich organisiert wurde. Spielberechtigt waren Mannschaften des Eidgenössischen Turnvereins (ETV) und des Schweizerischen Fussball- und Athletik-Verbandes (SFAV). Es fand am 15. Juni 1930 vor rund 300 Zuschauern auf dem Sportplatz Heiligfeld statt.

## Rangliste
| Rang | Mannschaften                       |
| ---- | ---------------------------------- |
| 1.   | BSC Old Boys Basel                 |
| 2.   | Pfadfinderkorps Stadt Zürich       |
| 3.   | Hochschul-Sportverein Zürich (ETH) |
| 4.   | FC Blue Stars Zürich I             |
| 5.   | Kantonsschul TV Zürich             |
| 6.   | FC Blue Stars Zürich II            |

Quelle: Sport